# Alpiodytes
Alpiodytes is een geslacht van kevers uit de familie van de loopkevers (Carabidae). De wetenschappelijke naam van het geslacht is voor het eerst geldig gepubliceerd in 1957 door Jeannel.

## Soorten
Het geslacht Alpiodytes omvat de volgende soorten:
- Alpiodytes penninus (Binaghi, 1936)
- Alpiodytes ravizzai Sciaky, 1985